# Wästgöta Finans
Wästgöta Finans AB var en svensk långivare som drevs av Julakoncernen. De startade sin verksamhet 2019 och verksamheten upphörde 1 januari 2024.
Bolagets verksamhet var att bedriva finansieringsrörelse med konsumentkrediter enligt lagen (2014:275) om viss verksamhet med konsumentkrediter. Wästgöta Finans gjorde det genom utgivande av privatlån till konsumenter. När bolaget upphörde med verksamheten var räntan på lånen individuellt satt i intervallet 7,75 % till 18,95 %.
Verksamheten upphörde vid årsskiftet 2023/2024.
| År   | Utlåning till allmänheten i tusentals kr |
| ---- | ---------------------------------------- |
| 2022 | 345 860                                  |
| 2021 | 240 117                                  |
| 2020 | 88 127                                   |
| 2019 | 33 171                                   |